# Medalla Amílcar Cabral
La Medalla Amílcar Cabral és la màxima condecoració de Guinea Bissau. Porta el seu nom en memòria del líder independentista Amílcar Cabral (1924-1973). S'atorga a destacades personalitats que han contribuït a la creació i enfortiment de l'estat de Guinea Bissau.
Pot atorgar-se pòstumament i a persones estrangeres, i també es pot rebre més d'una vegada: Lula da Silva la va rebre el 2004 i novament el 2010. Alguns condecorats han estat Fernando Henrique Cardoso (1997), Joaquim Chissano (2002), Fidel Castro (2007), Pedro Pires (2010), Malam Bacai Sanhá (2011), 26 cubans que van combatre voluntàriament per la independència de Guinea Bissau (2011), Aristides Pereira (2011) i Abd-Al·lah II de Jordània (2023).